# Carla J. Shatz
Carla J. Shatz (nacida en 1947) es una neurobióloga estadounidense y miembro electo de la Academia Estadounidense de Artes y Ciencias, la Sociedad Filosófica Estadounidense, la Academia Nacional de Ciencias, y la Academia Nacional de Medicina.
Fue la primera mujer en recibir un doctorado en neurobiología de Harvard. Shatz obtuvo un puesto en ciencias básicas en la Facultad de Medicina de Stanford y posteriormente regresó a Harvard para dirigir el Departamento de Neurobiología de la universidad. En ambos casos, Shatz fue la primera mujer contratada.

## Carrera
Shatz se graduó de Radcliffe College en 1969 con una licenciatura en química. Recibió un MPhil en Fisiología de University College de Londres en 1971 con una beca Marshall. En 1976, recibió un doctorado en neurobiología de la Escuela de Medicina de Harvard, donde estudió con los premios Nobel David Hubel y Torsten Wiesel. De 1976 a 1978 obtuvo formación postdoctoral con Pasko Rakic en el departamento de neurociencia de la Escuela de Medicina de Harvard.
En 1978, Shatz se trasladó a la Universidad de Stanford, donde comenzó sus investigaciones sobre el desarrollo del sistema visual de los mamíferos en el departamento de Neurobiología. Se convirtió en profesora de neurobiología en 1989. En 1992, trasladó su laboratorio al departamento de biología molecular y celular de la Universidad de California, Berkeley, donde se convirtió en investigadora del Instituto Médico Howard Hughes en 1994. Durante 1994-1995, fue presidenta de la Sociedad de Neurociencia y formó parte del Consejo de la Academia Nacional de Ciencias entre 1998 y 2001.
En el año 2000, Shatz fue nombrada Profesora Nathan Marsh Pusey de Neurobiología en la Facultad de Medicina de Harvard. Dirigió el Departamento de Neurobiología entre 2000 y 2007 y fue la primera mujer en ejercer esta función. Respecto de su salida de Berkeley, afirmó: "No podía rechazar [el trabajo] porque sentía que tenía la misión de representar a las mujeres en los niveles más altos". Shatz ayudó a desarrollar el Centro de Neurodescubrimiento de Harvard y dirigió el Centro de Imágenes Cerebrales de Harvard.
Shatz actualmente ocupa puestos de profesora en el Departamento de Biología y en Neurobiología, y es la directora de Stanford Bio-X en la Universidad de Stanford. También formó parte del jurado de Ciencias de la Vida del Premio Infosys en 2011.

## Investigación
Shatz es una de las precursoras que determinó algunos de los principios básicos del desarrollo temprano del cerebro. Descubrió que la actividad espontánea de las neuronas en el útero es fundamental para la formación de conexiones neuronales precisas y ordenadas en el sistema nervioso central. Descubrió que las ondas de actividad espontánea en la retina pueden alterar la expresión genética y la fuerza de las conexiones sinápticas. En 2000, Shatz y sus colegas identificaron las moléculas MHC de clase I como importantes para la plasticidad neuronal, un nuevo papel para moléculas que anteriormente se pensaba que solo tenían función en el sistema inmunológico.

## Premios
Shatz ha recibido los siguientes honores:
- Premio a Jóvenes Investigadores de la Sociedad de Neurociencias de 1985[12]
- Premio Silvo Conte 1993, Fundación Nacional para la Investigación del Cerebro[13]
- Premio Charles A. Dana 1995 por logros pioneros en salud y educación[12]
- Premio Alcon 1997 por contribuciones destacadas a la investigación sobre la visión[12]
- Premio Bernard Sachs 1999 de la Sociedad de Neurología Infantil[12]
- Premio Weizmann Mujeres y Ciencia 2000[14]
- Premio Gill en Neurociencia 2006[12]
- Premio Mika Salpeter a la trayectoria 2009[15]
- Premio Ralph W. Gerard en Neurociencia 2011[16]
- Premio Mortimer D. Sackler, MD 2013 por logros distinguidos en psicobiología del desarrollo[17]
- Premio Gruber de Neurociencia 2015[18]
- Premio Kavli de Neurociencia 2016[19]
- Premio Visión de la Fundación Champalimaud 2016.[20]
- Premio Harvey 2017 en Ciencia y Tecnología[21]

Además, ha sido elegida miembro de numerosas sociedades profesionales:
- Academia Estadounidense de las Artes y las Ciencias (1992)
- Academia Nacional de Ciencias (1995)
- Sociedad Filosófica Americana (1997)
- Academia Nacional de Medicina (1999)
- Miembro extranjero de la Royal Society de Londres (2011)[22]
- Academia Europea de Ciencias y Artes
- Doctor honoris causa por la Universidad Noruega de Ciencia y Tecnología (NTNU) (2023).[23]

En 1997, el presidente Bill Clinton y la primera dama Hillary Clinton invitaron a Shatz a hablar en la Conferencia de la Casa Blanca sobre Desarrollo y Aprendizaje en la Primera Infancia.